# Wim Rijsbergen
Wilhelmus "Wim" Rijsbergen, född 18 januari 1952, är en före detta fotbollsspelare som spelade för Feyenoord och Nederländerna.
Rijsbergen började sin proffskarriär i PEC Zwolle och gick ett år senare till Feyenoord. Han var med i Nederländerns VM-lag 1974 och 1978. 1974 spelade han finalen medan han 1978 fick ge plats åt Ernie Brandts under turneringen. Rijsbergen spelade 28 landskamper
Förbundskapten för Trinidad och Tobagos herrlandslag i fotboll 2006-2007.